# Élisabeth Duparc
Élisabeth Duparc ou Du Parc, surnommée « La Francesina » (morte en 1778), est une cantatrice française (voix de soprano) connue pour sa participation aux représentations d'oratorios et d'opéras de Haendel – elle a tenu le rôle-titre, par exemple, dans la première de Semele, et chanté dans la première de Saül.
Sa voix était celle d'un soprano brillant, agile dans les passages rapides, trillant avec facilité, mais non dotée d'un ambitus très étendu.
Après une formation en Italie, elle a chanté à Florence (1731, 1734-35) puis à Londres (à partir de 1736). Dans la capitale anglaise, elle a d'abord rejoint l'Opéra de la Noblesse, où elle se produisit dans des opéras de Johann Adolph Hasse, Riccardo Broschi, Egidio Duni, Giovanni Battista Pescetti et Francesco Maria Veracini.
À partir de 1728, elle met son talent exclusivement au service de Georg Friedrich Haendel dont elle fut le premier soprano au King's Theatre, à Lincoln's Inn Fields et à Covent Garden.